# Козак Едвард Теодорович

Едвард Козак (другий зліва) у групі пластунів під час Листопадового Чину, Стрий, 1918 рік

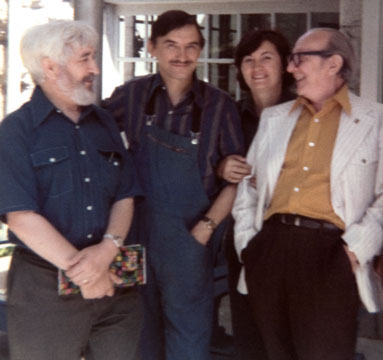
Гніздовський Яків, Гуцалюк Любослав, Гніздовська Стефанія та Козак Едвард на Союзівці

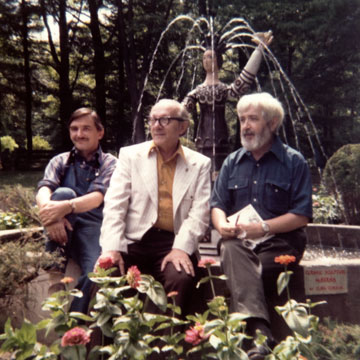
Любослав Гуцалюк, Едвард Козак і Яків Гніздовський поруч скульптури Слави Ґеруляк на Союзівці

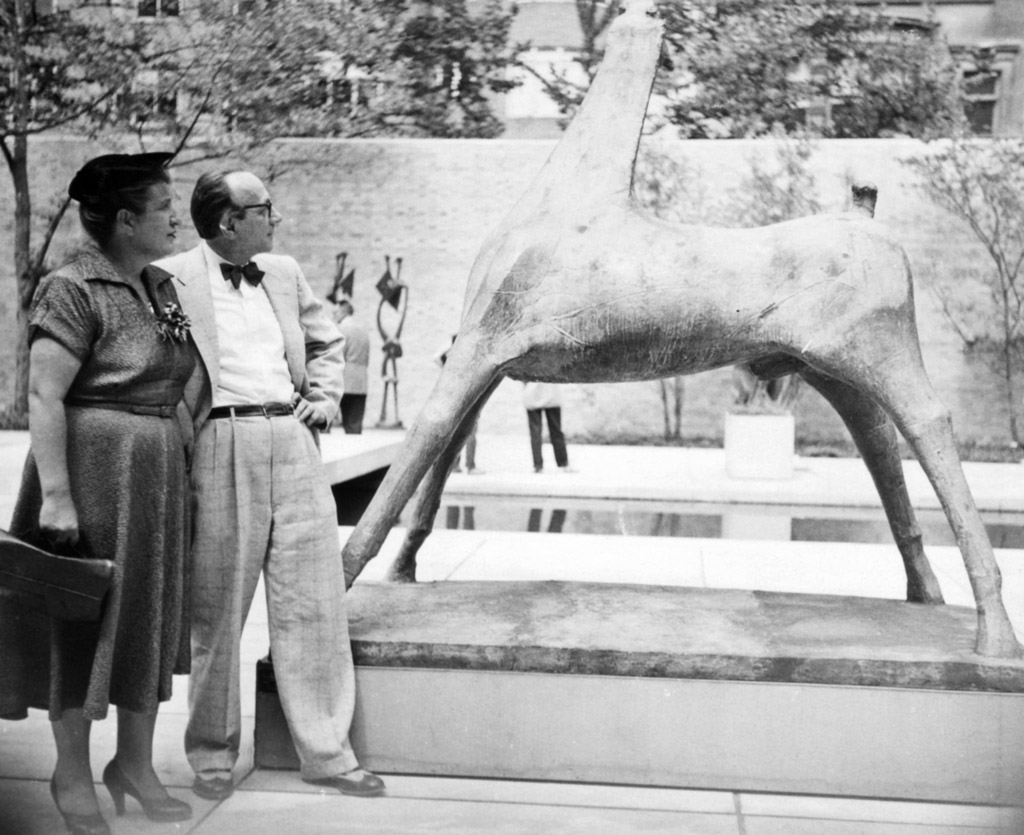
Едвард і пані Марія Козак

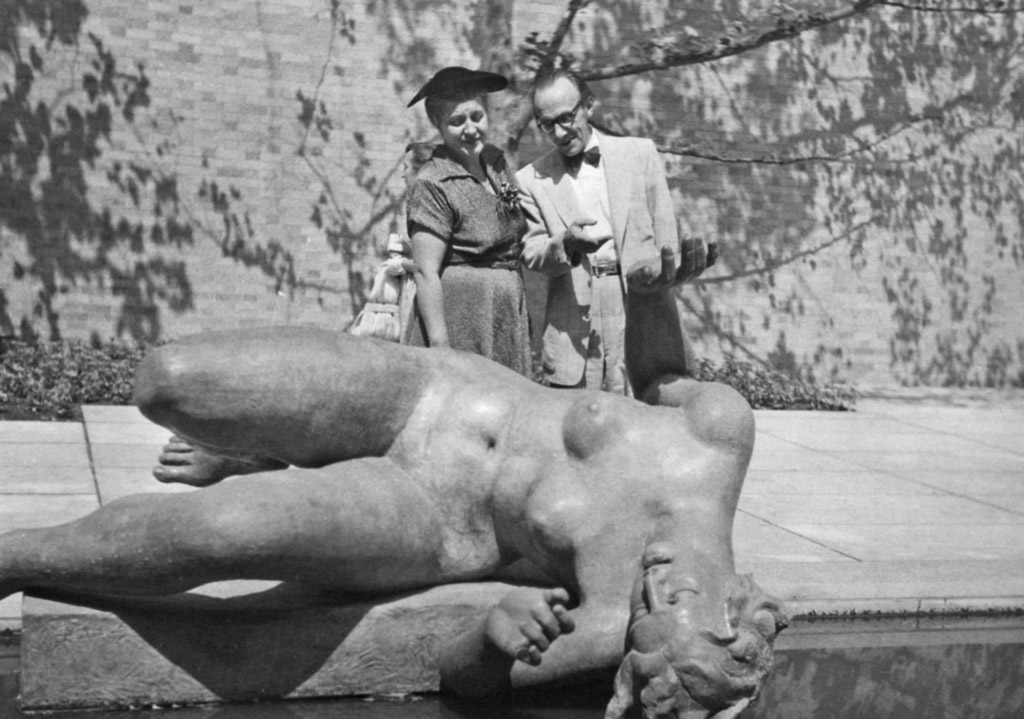
Едвард і пані Марія Козак

Е́двард Коза́к (псевдоніми: Еко, Мамай, Майк Чічка; 3 лютого 1902, село Гірне, Львівщина — 22 вересня 1992, Детройт) — український карикатурист, гуморист, художник, письменник, іконописець, редактор і видавець. Батько художників Юрія та Яреми Козаків.

## Життєпис
Народився у селянській родині німецького походження, та з дитинства чітко відчував свою приналежність до українства. Навчався у Стрийській гімназії, а відтак у Львівській художній школі Олекси Новаківського, мистецьких школах Відня та Любліна.
У 1930-х роках у Львові видавав карикатури в редагованих ним сатирично-гумористичних журналах «Зиз» (1926—1933) та «Комар», проілюстрував усі видання Івана Тиктора у Львові (1933—1939), ілюстрував дитячий журнал «Світ дитини» під редакцією Михайла Таранька, розробляв малюнки журнальних обкладинок, створював олійні етюди та картини.
Був активним членом Асоціації незалежних українських митців (АНУМ), Товариства українських письменників і журналістів.
Надзвичайно влучними були його карикатури на трагічну ситуацію в радянській Україні та на сталінські репресії, уникнути яких вдалось, лише виїхавши 1939 року разом з сім'єю до Кракова. Став головою мистецької організації «Зарево» та ілюстратором видань «Українського Видавництва».

## В діаспорі
З 1944 року в еміграції очолював Українську спілку образотворчих мистців у таборах для переміщених осіб в Німеччині. Від 1948 року видавав гумористичний журнал «Лис Микита».
1951 року переїхав до США (Детройт, штат Мічиган), де працював в церковному мистецтві, ілюстрував казки для телебачення (отримав від американської вчительської організації окрему нагороду), оформлював книжки та часописи, видавав власний журнал сатири та гумору «Лис Микита», утримував власне видавництво з такою ж назвою, був автором сатиричних і гумористичних оповідань. Створив образ «Гриця Зозулі» — тип українського мудрагеля-селянина, «хитрого сільського філософа, в уста якого вкладав неповторні монологи» — гумористичний персонаж, тісно пов'язаний з сатиричним журналом «Лис Микита», останні числа якого вийшли з друку 1990 року.
Едвард Козак знаний головно як художник-карикатурист, де його талант розкрився найповніше. Проте якби довелось йому творити в інших сферах духовного життя, то він, мабуть, досягнув би не менших вершин, про що й свідчать його поетичні спроби:
| Люлі, люлі, спи, мій сину, — Свище вітер без упину, Й попід вікна там-назад Блудить-мудрить листопад. Та головку наклоняє, Одну думку він думає: Про роки оті минулі, Як збивали листя кулі. |  | Про велику ясну днину — Люлі, люлі, спи, мій сину. Другу думу як думає, У віконця заглядає, Щоб ти, сину, дужий ріс, Понад шаблю, понад кріс, Щоб із ним у поле злинув — Люлі, люлі, спи, мій сину. |

Едвард Козак влаштовував щорічні виставки своїх картин в мотелі «Ксеня» в Гантері; в останні роки життя — разом із синами. Сини митця — відомі у США художники. Юрій працював у неовізантійському стилі; тематика робіт Яреми — краєвиди, квіти, абстракції (естетичне поєднання ліній і плям).
Відійшов Едвард Козак в інший світ о 10 годині ранку 22 вересня 1992 року в лікарні Детройта. Поминальне богослужіння відбулося 26 вересня в українській католицькій церкві (УКЦ) св. Йосафата у Воррені. Похований Едвард Козак на місцевому кладовищі поруч зі своєю дружиною.

## Творчість
Комплекти листівок:
- На тему українських народних пісень [Архівовано 26 Грудня 2017 у Wayback Machine.]. — 1949;
- «Село» [Архівовано 26 Грудня 2017 у Wayback Machine.]. — Мюнхен : Молоде життя, 1956;
- «В 50-річчя УСС» [Архівовано 26 Грудня 2017 у Wayback Machine.]. — Нью-Йорк: «Червона калина», 1965.

Збірки гуморесок:
- «Гриць Зозуля» [Архівовано 26 Грудня 2017 у Wayback Machine.]. — Детройт: «Лис Микита», 1973. — 224 с.;
- «На хлопський розум Гриця Зозулі». — 1982.

Збірки віршів:
- передмова й ілюстрації до книги: Нижанківський Б. А. «Бабай: Вірші іронічні, сатиричні і комічні». — Буенос-Айрес: видавництво Ю. Середяка, 1959[7];
- «Пригоди Чап-Чалапа» (2000).

Реклама:
- Старий побут і нові часи [Архівовано 12 Листопада 2021 у Wayback Machine.] / Рисунки і текст Едварда Козака. Джерзі Ситі : Український Народний Союз, б.д. 16 с.

Книжки для дітей:
- М.Підгірянка, Е.Козак. Брисько, Гуска і Лисичка. Нюрнберг-Мюнхен, Нашим дітям, 1949. [Архівовано 3 Червня 2016 у Wayback Machine.]
- Едвард Козак. Пригоди Гномика Ромтомтомика. Торонто-Нью, Об'єднання Працівників Дитячої Літератури, 1964. [Архівовано 5 Березня 2016 у Wayback Machine.]
- Діма. Кіт Музика. Нью-Йорк, Видання союзу українок Америки, 1971. [Архівовано 3 Червня 2016 у Wayback Machine.]
- І. Наріжна. Як козак на узліссі кізку пас. Торонто, Об'єднання працівників літератури для дітей і молоді, 1973. [Архівовано 3 Червня 2016 у Wayback Machine.]
- Євген Яворівський. Казка дітям невелика про Курчатко й про Шуліку. Торонто, Об'єднання працівників літератури для дітей і молоді, 1973. [Архівовано 23 Грудня 2015 у Wayback Machine.]

Близько 700 картин, що зберігаються в публічних і приватних колекціях.